# Krisztián Kenesei
Krisztián Kenesei (Boedapest, 7 januari 1977) is een Hongaarse voetballer. Hij speelt in de aanval, als centrumspits. Kenesei begon zijn professionele voetbalcarrière bij de Hongaarse topclub MTK Boedapest. Op avonturen in China en Italië na, heeft hij alleen in de Hongaarse competitie gespeeld. Tegenwoordig speelt de spits bij Szombathelyi Haladás, dat uitkomt in de Magyar Labdarúgó Liga.

## MTK Boedapest
In het seizoen 1993/1994 begon de professionele voetballoopbaan van Krisztián Kenesei. Dit was bij de Hongaarse topclub MTK Boedapest, waarvan hij via de jeugdopleiding doorstroomde naar het eerste elftal. De eerste successen die Kenesei met de club behaalde, kon hij in 1997 op zijn palmares bijschrijven. Met negen punten voorsprong op nummer 2 Újpest FC werd namelijk de Hongaarse competitie gewonnen. Daarnaast won Kenesei ook de Beker van Hongarije dat jaar met de club. Door BVSC Boedapest in de finalewedstrijden twee keer te verslaan. De eerste wedstrijd werd met overtuigende cijfers, 6-0, gewonnen en ook de tweede wedstrijd, 2-0, was geen lastige opgave voor MTK. Hierdoor won de Hongaar voor MTK Boedapest de eerste beker sinds 29 jaar. De beker werd in 1998 opnieuw gewonnen, terwijl de competitie, mede dankzij de scoringsdrift van Kenesei, in 1999 weer veroverd werd. Hij scoorde dat seizoen twaalf keer. In de zomerstop die volgde, vonden er een aantal veranderingen binnen de club plaats. De Nederlander Henk ten Cate werd aangesteld als hoofdtrainer. Hij trok een landgenoot van hem aan, Glenn Helder, waardoor er opeens twee Nederlanders de club van Krisztián Kenesei kwamen versterken. Dit zou echter het laatste seizoen dat de Hongaar bij de club uit de hoofdstad zou spelen. In 2000 maakte hij namelijk de overstap naar een andere Hongaarse club. Krisztián Kenesei scoorde voor MTK Boedapest in 177 competitiewedstrijden 67 keer.

## Győri ETO en Zalaegerszegi TE
In 2000 vertrok Krisztián Kenesei van MTK Boedapest naar de subtopper Győri ETO FC. Bij Győri kwam hij onder andere samen te spelen met zijn landgenoten Attila Baumgartner en Balázs Farkas. Kenesei was dat seizoen een van de belangrijkste spelers van de club. Dit was vooral door de achttien doelpunten die hij scoorde in 31 wedstrijden. Door deze prestaties verdiende hij na één seizoen een transfer naar een topclub. Hij maakte neen transfer naar Zalaegerszegi TE, een club die met een opmars bezig was. In zijn eerste seizoen bij de club, 2001/2002, werd hij kampioen van Hongarije. Daardoor mocht het spelen in de voorrondes van de Champions League van het seizoen 2002/2003. In de tweede voorronde werd NK Zagreb uitgeschakeld. De stunt was bijna compleet toen de eerste wedstrijd in de derde voorronde met 1-0 van het Engelse Manchester United gewonnen werd. Uit werd de club van Kenesei verslagen met 5-0. 2002/2003 zou het laatste seizoen van Krisztián Kenesei bij Zalaegerszegi TE zijn. Ondanks dat hij met zijn teamgenoten niet opnieuw in staat was de landstitel te veroveren, was er wel persoonlijk succes voor de Hongaar. Met 22 doelpunten werd hij de topscoorder van de Magyar Labdarúgó Liga. In totaal speelde de spits 68 wedstrijden voor Zalaegerszegi. Daarin scoorde hij 44 keer.

## Beijing Guoan en terugkeer naar Hongarije
Op 25 augustus 2003 tekende Krisztian Kenesei een contract bij het Chinese Beijing Guoan. Aan het einde van het seizoen 2003 kreeg hij zelfs een driejarig contract door de Chinezen aangeboden. Dit aanbod nam hij aan, waardoor er een langdurig avontuur voor de Hongaar in de Chinese competitie aanvang nam. Ondanks dat hij bij een topclub kwam te spelen, werd Kenesei met Beijing Guoan geen enkele keer kampioen van China. Wel won hij in 2004 de Chinese Super Cup, ten koste van Shanghai Shenhua. Overigens zou Krisztián Kenesei niet de volledige drie seizoenen bij de club uit de Chinese hoofdstad spelen. 2005 was namelijk het jaar dat hij werd uitgeleend aan zijn oude club, Győri ETO FC. In januari 2007 vertrok hij definitief uit China, na 36 competitiewedstrijden voor Beijing gespeeld te hebben, om weer in Hongarije te gaan voetballen. Hij tekende een contract bij Vasas SC. Bij de club uit Boedapest speelde hij slechts tien wedstrijden. Desondanks wist hij wel zes keer te scoren. In de zomer van dat jaar vertrok hij echter weer, omdat hij een aanbieding kreeg van Italiaanse Serie B-club.

## US Avellino
Krisztián Kenesei maakte op 30 juli 2007 de overstap van Vasas SC naar het destijds net naar de Serie B gepromoveerde US Avellino. Als trefzekere spits zou Kenesei ervoor moeten zorgen dat Avellino zich zou handhaven op het tweede niveau van het professionele voetbal in Italië. Voor Avellino kon hij echter niet veel betekenen. In 22 wedstrijden wist hij namelijk maar twee keer te scoren. In eerste instantie was Avellino ook gedoemd tot degradatie, maar het nam uiteindelijk in het seizoen 2008/2009 de plaats in van het failliete FC Messina. Kenesei ou toen echter al niet meer spelen voor Avellino. Vanwege zijn teleurstellende optredens - hij kreeg aan het einde van het seizoen een 5,6 als gemiddeld cijfer van La Gazetta dello Sport - keerde hij namelijk na één jaar gespeeld te hebben in Italië terug naar Hongarije.

## Szombathelyi Haladás
Sinds het seizoen 2008/2009 speelt Krisztián Kenesei bij Szombathelyi Haladás. Die club was toen net gepromoveerd naar de hoogste divisie in het Hongaarse voetbal. Met Szombathelyi verbaasde hij vriend en vijand door als derde te eindigen in de Magyar Labdarúgó Liga. Daardoor mocht hij met de club uitkomen in de voorrondes van Europa League 2009/10. In de eerste voorronde moest de club het opnemen tegen het Kazachse FC Irtysh Pavlodar. Deze ronde werd moeizaam overleefd. De tweede wedstrijd werd uit met 2-1 verloren, maar door een doelpunt van Kenesei werd er eerder thuis al gewonnen met 1-0, waardoor Haladás op uitdoelpunten doorging. Door zijn doelpunt was Kenesei een van de eerste voetballers ooit die scoorde in de Europa League. Deze competitie, als opvolger van de UEFA Cup, werd namelijk in 2009/2010 pas voor het eerst gespeeld. In de tweede voorronde werd Krisztián Kenesei met Szombathelyi Haladás echter uitgeschakeld door het Zweedse IF Elfsborg. Tegenwoordig speelt de Hongaar nog steeds bij Szombathelyi.

## Internationale carrière
Doordat Krisztián Kenesei indruk maakte in de Hongaarse competitie, mocht hij zich in 2000 voor het eerst melden bij het nationale elftal van Hongarije. Op 29 maart 2000 maakte hij zijn debuut tegen zijn collega's van Polen. Hij moest echter twee jaar wachten voordat hij zijn tweede interland zou spelen. Dit was tegen Tsjechië. Twee interlands later, tegen Moldavië, maakte hij zijn eerste interlanddoelpunt. Tot en met 2005 was Kenesei een vaste speler in het nationale elftal van Hongarije. Een tijdlang was hij zelfs de aanvoerder. Met zijn vertrek naar China echter kreeg hij steeds minder speeltijd in het Hongaarse elftal. Hierdoor speelde hij tegen Griekenland op 16 november 2005 zijn laatste interland, waar hij overigens wel in scoorde. In totaal speelde Kenesei 29 interlands. Daarin scoorde hij negen keer.

## Erelijst
- Magyar Labdarúgó Liga: 1997, 1999 (MTK Boedapest), 2002 (Zalaegerszegi TE)
- Beker van Hongarije: 1997, 1998 (MTK Boedapest)
- Vice-kampioen Magyar Labdarúgó Liga: 2000 (MTK Boedapest)
- Vice-kampioen Beker van Hongarije: 2000 (MTK Boedapest)
- Topscorer Magyar Labdarúgó Liga: 2003 (Zalaegerszegi TE)
- Voetballer van het Jaar Chinese competitie: 2004 (Beijing Guoan)